# 前橋育英高等學校
前橋育英高等學校是位於日本群馬縣前橋市的私立高等學校。
該校足球部自1990年代開始即多次取得群馬代表資格參加全國高等學校足球錦標賽，自2000年代開始更進一步成為全國前四強之常客；棒球部自2010年代開始也多次參加選拔高等學校棒球大會和全國高等學校棒球錦標賽。
位於宮城縣同樣以足球部和棒球部著名的仙台育英学园高等学校雖然名稱相似，但兩校並未有關係。

## 歷史
學校成立於1962年，最初僅招生男性學生，1970年雖然開始招生女性學生，但男女學生仍是分開上課，直到1994年才男女混和上課。